# 廣根徳太郎
廣根 徳太郎（ひろね とくたろう、1906年 - 1995年）は、日本の物理学者。東北大学名誉教授。元山形大学学長。元日本金属学会会長。紫綬褒章受章。

## 人物・経歴
1928年（昭和3年）東北帝国大学理学部物理学科卒業。茅誠司（実験）、増本量（応用）らとともに本多光太郎の下で研究を行い、磁性理論を担当し、広根―彦坂理論を提唱。1931年（昭和6年）理化学研究所助手。1938年（昭和13年）理学博士。1939年（昭和14年）理化学研究所研究員。1940年（昭和15年）東北帝国大学助教授。1944年（昭和19年）同教授。1946年（昭和21年）日本金属学会功績賞受賞。1960年（昭和35年）大河内記念技術賞受賞。1962年（昭和37年）東北大学金属材料研究所所長。1965年（昭和40年）本多記念賞受賞。1967年（昭和42年）紫綬褒章受章。1968年（昭和43年）日本金属学会会長。1970年（昭和45年）山形大学学長。1987年（昭和62年）電気磁気材料研究所理事長。原水爆禁止日本協議会筆頭代表理事なども務めた。
1947年（昭和27年）8月6日、昭和天皇が戦後巡幸で東北帝国大学金属材料研究所を視察した際には、鉄のバルクハウゼン効果についての実験の説明を行った。

## 編書
- 『100万人の金属学 4 科学編』アグネ 1969年